# Chloridolum alcmene
Chloridolum alcmene là một loài bọ cánh cứng trong họ Cerambycidae.